# Margarida Cordeiro
Margarida Martins Cordeiro (* 5. Juli 1938 in Bemposta (Mogadouro)) ist eine portugiesische Psychiaterin und ehemalige Filmregisseurin und Filmeditorin. Zusammen mit ihrem Mann António Reis (1927–1991) bildete sie das einzige Regieehepaar der Portugiesischen Filmgeschichte, das zudem als Schöpfer wichtiger Filme des Neuen Portugiesischen Films gilt, dem Novo Cinema.

## Leben
Bis zu ihrem neunten Lebensjahr lebte sie in ihrem Heimatdorf, danach ging sie nach Bragança und zog anschließend nach Porto und weiter nach Lissabon. Schon während ihres Medizinstudiums mit der Fachrichtung Psychiatrie interessierte sie sich für Film und lernte António Reis kennen.
Erstmals arbeiteten die beiden im Kurzfilm Jaime (1973) zusammen, wo Reis erstmals bei einem Spielfilm Regie führte und Cordeiro als Ton- und Schnittassistentin arbeitete. Die beiden heirateten und drehten fortan alle weiteren Filme zusammen.
Ihre erste gemeinsame Regiearbeit wurde 1976 Trás-os-Montes. Der Film bestach durch seine halbdokumentarische Darstellung der mittelalterlichen, von der lokalen Bevölkerung lebendig gehaltenen Traditionen in der Region Trás-os-Montes, Heimat Cordeiros und ihrem Mann seit seiner Mitarbeit 1962 an Manoel de Oliveiras Acto da Primavera vertraut. Durch die nüchternen, majestätisch wirkenden Bilder entstand ein poetischer Film, der von der internationalen Kritik gelobt wurde und Preise erhielt. Die bürgerlichen Kreise der Region vermissten im Film die modernen Errungenschaften und Verbesserungen und empfand die Darstellung ihres Landesteils als rückschrittlich und negativ. Sie lehnte den Film ab, während die Filmgemeinschaft im Land das Werk für seine Bilder und seinen ethnologischen Wert als ein Kunstwerk der Visuellen Anthropologie feierte. Der Film, in dem Spielfilm und Dokumentation verschwimmen, gilt bis heute als ein wichtiger, innovativer Vertreter für die ethnologisch ausgerichteten Filme innerhalb des Neuen Portugiesischen Films, insbesondere für die Filme, die nach einer neuen nationalen Identität nach der Nelkenrevolution 1974 und der damit abgeschüttelten, langen Estado Novo-Diktatur suchten.
1982 folgte mit Ana ein weiterer, ähnlich ausgerichteter Spielfilm des Ehepaars, erneut in ihrer bevorzugten Region gedreht. Der Film wurde der portugiesische Vorschlag für die Oscar-Nominierung als bester internationaler Film 1985, gelangte jedoch nicht zur Nominierung.
Während der Name ihres Mannes meist prominent als Regisseur ihrer gemeinsamen Filme genannt wurde, erwähnte die Presse sie meist nur am Rande und nicht als gleichwertige Partnerin und Ko-Regisseurin. Erst nach Beschwerden bis hin zu Rechtsklagen gegen verschiedene Zeitungen begann die Fachpresse, sie als gleichbedeutende Autorin der Filme zu erwähnen.
Als nächstes Projekt war eine Verfilmung des Romans Pedro Páramo des mexikanischen Autors Juan Rulfo geplant, unter Mitarbeit von Manuel Mozos. Doch am 10. September 1991 starb ihr Mann überraschend. Die portugiesische Filmgemeinschaft betrauerte den Tod, aber auch den Verlust des innovativsten Regiepaares im Land,. nachdem fehlende Unterstützung durch die Institutionen des Portugiesischen Kinos Margarida Cordeiro die Regiearbeit vergällte. Sie hatte das Projekt noch selbst weiterzuführen versucht und war dafür nach Mexiko gereist, doch wurde das Projekt danach mehrfach von Filmförderinstitutionen abgelehnt, und sie ließ das Projekt fallen und distanzierte sich fortan vom Kino.
Sie wurde Leiterin der psychiatrischen Abteilung des Krankenhauses Hospital Miguel Bombarda in Lissabon (bis 1985 war der Schriftsteller António Lobo Antunes hier Leiter). Nach ihrer Pensionierung zog sie zurück in ihr Elternhaus nach Bemposta.

## Filmografie

### Regie
- 1976: Trás-os-Montes, auch Drehbuch, Schnitt und Produktion (alles mit António Reis) und Ton
- 1982: Ana, auch Drehbuch, Schnitt und Produktion (alles mit António Reis)
- 1989: Die Sandrose (Rosa de Areia), auch Schnitt und Drehbuch (beides mit António Reis)

### Schnitt
- 1974: Jaime (Kurzfilm, Dokumentation), Regie: António Reis, auch Ton und Assistenz
- 1976: Trás-os-Montes, auch Regie, Drehbuch, Schnitt (alles mit António Reis) und Ton
- 1982: Ana, auch Regie, Drehbuch und Produktion (alles mit António Reis)
- 1989: Die Sandrose (Rosa de Areia), auch Regie und Drehbuch (beides mit António Reis)